# Frépillon
 Frépillon  es una población y comuna francesa, en la región de Isla de Francia, departamento de Valle del Oise, en el distrito de Pontoise y cantón de Taverny.

## Demografía
| 1058 | 1229 | 1877 | 2033 | 2211 | 2262 |
| Para los censos de 1962 a 1999 la población legal corresponde a la población sin duplicidades (Fuente: INSEE [Consultar]) |      |      |      |      |      |